# دارکو ساویچ
دارکو ساویچ (انگلیسی: Darko Savić؛ زادهٔ ۱۹ ژانویهٔ ۱۹۷۹) بازیکن فوتبال اهل صربستان است.
از باشگاه‌هایی که در آن بازی کرده‌است می‌توان به باشگاه فوتبال بئوگراد و باشگاه فوتبال لوکوموتیو صوفیه اشاره کرد.